# Bandits
(Terry Collins)
Bandits è un film del 2001 diretto da Barry Levinson.

## Trama
Joe e Terry sono due rapinatori di banche dal singolare modus operandi: la sera precedente il colpo si presentano a casa del direttore della banca che intendono svaligiare, e passano la notte insieme a lui e alla sua famiglia; il mattino seguente si fanno poi accompagnare alla banca, dove compiono tranquillamente la rapina.
Il loro affiatamento sarà messo alla prova da una donna affascinante quanto scombinata che si innamorerà di entrambi.